# Phyllachora banahaensis
Phyllachora banahaensis är en svampart som beskrevs av Petr. 1929. Phyllachora banahaensis ingår i släktet Phyllachora och familjen Phyllachoraceae.   Inga underarter finns listade i Catalogue of Life.